# Mara (Saragossa)
Mara és un municipi a la comarca de la Comunitat de Calataiud (província de Saragossa).